# Talk (Unix)
talk är ett Unix-program för textbaserad kommunikation i realtid. Programmet finns i flera versioner, till exempel ntalk och ytalk. Olika versioner av programmet kan inte nödvändigtvis kommunicera med varandra. En del av de äldre varianterna förutsatte att användarna var inloggade på samma dator.
Då man startar programmet anger man den eller de användare man vill tala med. Om dessa tillåter kontakt får de ett meddelande om att kontakt önskas och startar var sin klient, medan en server (daemon) förmedlar kommunikationen. Skärmen delas upp i två eller fler fönster, så att olika användares inlägg inte blandas. Varje tecken man skriver förmedlas genast (inklusive backsteg för att radera redan skriven text) till ens fönster på varje av de inblandade terminalerna (eller terminalemulatorerna).
Talk har i många system helt ersatts med grafiska program för samma ändamål. Det är inte längre lika vanligt med flera användare inloggade på samma dator och kommunikation mellan datorer förutsätter en talk-server. Programmet är ändå så spritt att det togs med i POSIX (IEEE Std 1003.1-2001) 2001 och finns med i SUS 2008, med stort utrymme för olika varianter.

## Historia
Föregångare till Unix talk fanns redan på 1960, talet, i många månganvändarsystem, bl.a. i Multics.
Programmet infördes i BSD Unix i version 4.2BSD 1983. Denna version tillät att terminalens skärm delades upp i fönster, så att olika användares meddelanden inte blandades, och kommunikation mellan användare på olika datorer.